# Takuya Iwata (1994)
Takuya Iwata (岩田 拓也 Iwata Takuya?, nacido el 14 de julio de 1994 en Tokio) es un futbolista japonés que se desempeña como delantero.

## Trayectoria

### Clubes
| Club                | País  | Año    |
| ------------------- | ----- | ------ |
| Thespakusatsu Gunma | Japón | 2017 - |
| SC Sagamihara       | Japón | 2017   |

## Estadística de carrera

### J. League
| Club                | Año   | J. League | J. League | Copa J. League | Copa J. League | Total | Total |
| Club                | Año   | Part.     | Goles     | Part.          | Goles          | Part. | Goles |
| ------------------- | ----- | --------- | --------- | -------------- | -------------- | ----- | ----- |
| Thespakusatsu Gunma | 2017  | 0         | 0         | -              | -              | 0     | 0     |
| SC Sagamihara       | 2017  | 13        | 2         | -              | -              | 13    | 2     |
| Total               | Total | 13        | 2         | 0              | 0              | 13    | 2     |